# Vogelsang (Gommern)
Vogelsang ist ein Ortsteil der Stadt Gommern im Landkreis Jerichower Land in Sachsen-Anhalt.

## Geographie
Der Ort liegt drei Kilometer westnordwestlich von Gommern. Die Nachbarorte sind Wahlitz im Norden, Pöthen im Nordosten, Gommern im Osten, Plötzky im Südosten, Waldesruh im Süden, Calenberge im Südwesten, Pilm im Westen sowie Gübs im Nordwesten.